# Apiopetalum glabratum
Apiopetalum glabratum é um género botânico pertencente à família Apiaceae.

## Sinônimos
- Apiopetalum pennelii R.Vig.